# Pteris adamii
Pteris adamii là một loài dương xỉ trong họ Pteridaceae. Loài này được Tardieu mô tả khoa học đầu tiên năm 1953.
Danh pháp khoa học của loài này chưa được làm sáng tỏ. 